# 鏡石町立第一小学校
鏡石町立第一小学校（かがみいしちょうりつ だいいちしょうがっこう）は、福島県岩瀬郡鏡石町にある公立小学校。
2011年3月11日に発生した東北地方太平洋沖地震（東日本大震災）では震度6強の地震で校舎が損壊し、約5か月間他校の校舎を借用する必要性に迫られた。元の校地に復帰後もグラウンドに建設されたプレハブ仮設校舎の使用を余儀なくされ、2013年3月現在もその状況が続いている。

## 沿革
- 1874年 - 創立
- 1941年4月 - 国民学校令により、鏡石村立鏡石国民学校に改称
- 1944年4月 - 鏡石村立第一国民学校へ改称
- 1947年4月 - 学制改革により、鏡石村立第一小学校へ改称
- 1962年8月 - 町制施行により、鏡石町立第一小学校へ改称
- 1966年 - 新校舎竣工
- 1972年7月 - プール竣工
- 2002年9月 - 平成
- 2003年4月 - 開校
- 2007年3月 - 新体育館竣工
- 2011年3月11日 - 東日本大震災で被災。その後約5ヶ月間他校の校舎を借用して学校活動を実施
- 2011年8月 - 元の校地に復帰

## 卒業後の主な進路
- 鏡石町立鏡石中学校

## 交通アクセス
- 東北本線 鏡石駅下車